# あじさい (人工衛星)
あじさい（AJISAI）は、日本の測地実験衛星（EGS、Experimental Geodetic Satellite）である。直径2mあまりのミラーボールのような人工衛星としては特異な多面体形状で、太陽光の反射と地上からのレーザ光の反射をするための2種類の鏡で表面が覆われる一方、通信や姿勢制御など能動的な機能を持たない、完全にパッシブな人工衛星である。1986年8月13日にH-Iロケット試験機1号機により打ち上げられた。軌道投入から30年以上経過しても所期の機能を失っておらず運用中扱いとなっている。
主に測地のために使用され、地上における既知の座標の観測点と未知の座標の観測点からあじさいの軌道軌跡の撮影と距離を同時に観測測定することによって、地上観測点間の相対的な位置関係が計算できる。国内測地三角網の規正、離島位置の決定（海洋測地網の整備）、日本測地原点の確立を目的としたほか、H-Iロケットの性能確認、離島の座標決定や、経緯度原点の異なる日本（原点は東京）と大陸（原点は満州国長春）との相対関係の規正などに貢献した。あじさいを利用した測量で和歌山県の基準点から父島までの距離が937.665087km・誤差0.5cmと測定され、当時の測量技術における最高精度をもたらした。
川崎重工が開発を担当した初めての人工衛星である。構想開始当初は軌道上で直径10m程度に膨らむアルミ箔の気球型として検討されていた。

## 運用史

### 計画
- 1968年（昭和43年）5月 - COSPAR東京総会で、既に運用されていたアメリカの測地衛星エコーが墜落するため、打ち上げ能力のある国に対して2.5等以上の明るさの測地衛星を打ち上げるよう勧告される[5]。
- 1970年（昭和45年） - 建設省 国土地理院と海上保安庁 水路部（現・海洋情報部）の要望により、測地学審議会で気球型測地衛星の開発が決定[3]。
- 1977年（昭和52年） - 宇宙開発事業団が川崎重工業と気球型の測地衛星1号（GS-1、Geodetic Satellite）[6]として研究開発を開始（1981年まで）。この頃の計画では1982年（昭和57年）にN-Iロケットで打ち上げる想定だった[7][4]。
- 1980年（昭和55年）頃 - H-Iロケット試験機1号機に搭載することが確定[1]。
- 1982年（昭和57年） - 剛体型の測地実験用ペイロードとして研究開発・EMの基本設計を開始[7]。
- 1985年（昭和60年）12月 - 開発完了[2]。

### 運用
日時は日本時間。
- 1986年（昭和61年）
  - 8月13日

2018年ごろのあじさいの軌道（赤道に対して斜めの視点で、地球を表示していない）

    - 5:45 - H-Iロケット試験機1号機により種子島宇宙センターから打ち上げられた。これは日本初のピギーバック（衛星相乗り）打ち上げであり、本衛星を主衛星として、他に日本初のアマチュア衛星のふじ[注釈 1]と、磁気軸受フライホイール実験装置を搭載した構体ペイロードじんだい[注釈 2]が搭載された。
    - 6:44:21 -スピンテーブルにより回転を与えられた後に 南米上空において分離・軌道投入された。ロケットの性能確認ペイロードとしての測地実験機能部（EGP、Experimental Geodetic Payload）から、測地実験衛星（EGS）に変更され、あじさいと命名された[8]。投入された軌道は高度約1,500km、軌道傾斜角約50度、周期約116分の円軌道であった[2]。
    - 20:34（第8周） - 日本が夜に入ってあじさいを観測可能になり、8周から12周にかけて初期追尾観測が実施され、9周以降レーザ観測にも成功した[8]。

  - 10月7日 - 初期運用を終了し、定常運用に移行[2]。

## 特徴
外形形状はロケットのフェアリング内径に収まる大きさで直径約2.15mの球に内接する多面体である。本体は構体系、レーザ反射系および太陽光反射系の3つの系で構成され質量は685.2kgである。

### スピン
姿勢制御はスピン安定方式で、地球赤道面と垂直になる方向を軸とし、スピンレートは軌道投入時で40.3rpm。電力を要する機器およびスラスタなどの姿勢制御装置は搭載しておらず、ロケットから分離される前にスピンテーブルにより与えられた回転（角運動量）を慣性によって保ち、無制御状態で回転し続ける。このスピンレートは長い期間をかけて漸減しており、これは地球を周回する間、地球磁場（地磁気）と人工衛星に使われる素材の導電性とが相互作用して衛星素材内にうず電流が生じて、その電流によって発生する磁場（磁気モーメント）と地球磁場とが互いに反発するためである。あじさいはこの磁気トルクをなるべく抑えるため、採用する部品素材に低導電性の材料を用いている。導電性の避けられない鏡面基板は面を細分化して板厚を薄くして影響を低減したが、それでもスピン減衰の要因の86%は鏡面基板が占めている。
設計計算上は約72年でスピンレートが半減すると推定していたが、実際には不確定要素が大きくさから確な予測は困難であり、実際の減衰率は運用後の実測値から算出する必要があった。結果として1987年1月までで-0.6665rpm/年と予測の2倍程度大きく、これによるとスピンの半減期は約30年となった。その後の観測からこの減衰について、スピンレートyは、打ち上げからの経過年数をxとすると、{\displaystyle y=40.298\times e^{-0.01500x}} という式が得られている。

## 設計
採用する材料は宇宙空間で5年耐えられるよう要求された。

### 構体系
構体系はガラス繊維強化プラスチック (GFRP) 球殻モノコック構造の構体、スピンテーブルと結合されるアタッチフィッティングリング（AFリング）とニューテーションダンパ（ND）からなる。
構体本体は直径2mで一体成形品、重量約360kgである。1,500～3,000kmの測距で数cmの精度が要求されるため、光学系部品を高精度に取り付けられること、また部品同士の接触を防ぐことができる高い剛性があり、さらに汚染防止のため低アウトガス性を持つことが要求された。またスピンの減速を抑えるために非磁性で低導電性の材料を多用することが要求され、耐熱性ガラスエポキシ積層材を用いた球殻モノコック構造が採用された。ニューテーションダンパは分離時に発生する初期歳差（ニューテーション）や外乱で生じる歳差を抑制するため、管直径19mm×円直径500mmの偏心した円管にシリコンオイルを封入しており、エネルギーシンク法により初期歳差2°を0.27時間で0.05°に減衰する性能を有する。

### レーザ反射系
120組1,436個のレーザ反射体からなる。レーザ反射体は入射方向に入射光を反射させる再帰性反射性を示す。各組のレーザ反射体は石英ガラス製のキューブ･コーナ･リフレクタ12個から構成されている。ただし、各組のレーザ反射体の有効な入射角は±15°と小さいことを考慮して、衛星表面にまんべんなく各組が50cm以上の距離にならない配置としたことで観測不能領域が生じない設計とした。固定に際しては構体内側から角度が調整できるよう2本で固定される。

### 太陽光反射系
太陽光を反射する機能では、観測される光は連続的ではなく40rpmで回転する場合は1秒間に2回、1回あたり5ミリ秒の光を点滅するように放つ。夜空では光るタイミングにおいては4等星相当の明るさになるように、鏡面は衛星より大きな直径17m相当（曲率半径約8.5m）の球を分割したセグメントを、同じ経度の列でも異なる反射角度をなす特殊な法則で表面に配置して、反射光の観測不能領域がなく観測機会が均一になるよう構成されている。アライメント許容誤差は振動衝撃を経て0.04°以下に収められた。
鏡面は高さ205mm×幅80mmから197mmのセグメントを318枚使用し、アルミニウム合金（6061-T651）の表面に純アルミニウムを蒸着させ、さらに一酸化ケイ素（SiO）で保護コーティングした。鏡面の反射率は0.85以上である。材料には非磁性、耐振動･衝撃性、紫外線･宇宙線に対する耐環境性、機械加工性などが要求され、ベリリウム、各種のガラスやセラミックスなども検討されていた。

## 観測利用

### 測地
あじさいはロケットからの分離後は一切の姿勢制御がされることなく、地上観測点からの観測によってのみ機能する。
予め報告されている衛星の軌道データから、観測地点から予測されるあじさいの出現する方角に対してレーザ測距および写真撮影による軌道の観測を行う。あじさいと観測点との相対的な位置関係は、レーザ測距によって距離が、写真観測によって同時に写っている恒星から方角が決定できる。この観測を座標が既知の観測点（三角点など）と、座標が未知の観測点（離島など）で同時に実施することで、あじさいを媒介して未知の観測点の座標を高精度に決定することができる。
なお、当時のレーザ測距装置の精度は距離10,000kmで誤差数cm程度であった。

### 主な観測機関
- 建設省国土地理院 鹿野山観測所（千葉県君津市）：望遠鏡
- 海上保安庁 下里水路観測所（和歌山県那智勝浦町）：レーザ
- 東京大学 東京天文台 堂平観測所（埼玉県比企郡ときがわ町、現・ときがわ町星と緑の創造センター）：レーザ
- 郵政省 電波研究所（東京都小金井市）：望遠鏡
  - 改組を経てNICTから一橋大学に移設[1]
- 宇宙科学研究所 鹿児島宇宙空間観測所（現・JAXA）：レーザ[11]

集約は宇宙開発事業団（NASDA）筑波宇宙センター。当時NASDAは発足から間もなく、これらの観測機関に匹敵する精度の観測設備を持っていなかった。
当初は電話回線を使った電子メール、テレックスなど、異なる機種のコンピュータをオンラインで連接したシステムを利用したほか、郵送などで観測データが集約されていた。

## 気球型構想
当初の検討では、打ち上げ後に宇宙空間で膨張する気球型衛星として検討されていた。気球型では、地上で展開試験を実施するとロケット搭載状態に戻す（折り畳む）ことが不可能であり、展開試験供試体とフライトモデルを同一設計同一工程で製造する必要があるほか、重力下で10m級の実寸形状の展開試験は困難と考えられ、気球型では開発段階へ移行できなかった。
技術試験衛星I型（後のきく1号）で測地衛星の小型モデルの性能確認を実施する計画もあった。

### 気球型衛星の諸元
性能が確定しなかったため諸元は時期によって異なる（下記は1976年頃）。
- 直径：10m
- 重量：150kg
- 軌道
  - 高度：1,000km
  - 傾斜角：40 - 50°
- キューブコーナ
  - 材質：ガラス
  - 運輸省・海上保安庁水路部案
    - 合計12,000個を表面に配置
    - 有効反射面積：1m2

  - 建設省国土地理院案
    - 合計2,000個を表面に配置
    - 有効反射面積：0.1m2
- 膨張ガス：安息香酸
- 内部合成樹脂膜
  - 材質：ポリエステルフィルム（12μm）
  - アルミニウムを200nm厚で真空蒸着させ、反射率を90%以上とする。
- 小型ビーコンを搭載

## 類似機能の衛星
- 気球型[2]
  - エコー1号（アメリカ、1960 - 1969）
  - エコー2号（アメリカ、1964 - 1969）
  - パジオス（英語版）（アメリカ、1966 - 1975）
- レーザ反射型
  - スターレット（英語版）（フランス、1975 - 現役）
  - ラジオス-1（アメリカ、1976 - 現役）
  - ラジオス-2（アメリカ、1992 - 現役）